# Museo Reina Sofía

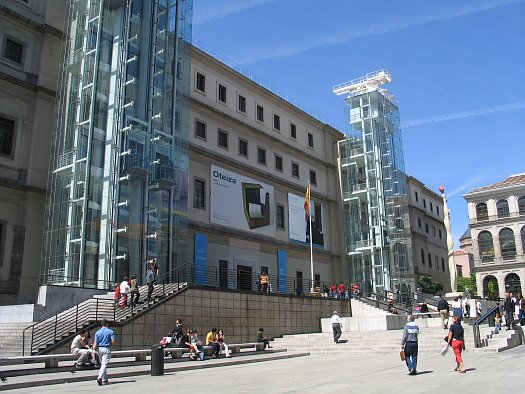
Museo Reina Sofía, 2005

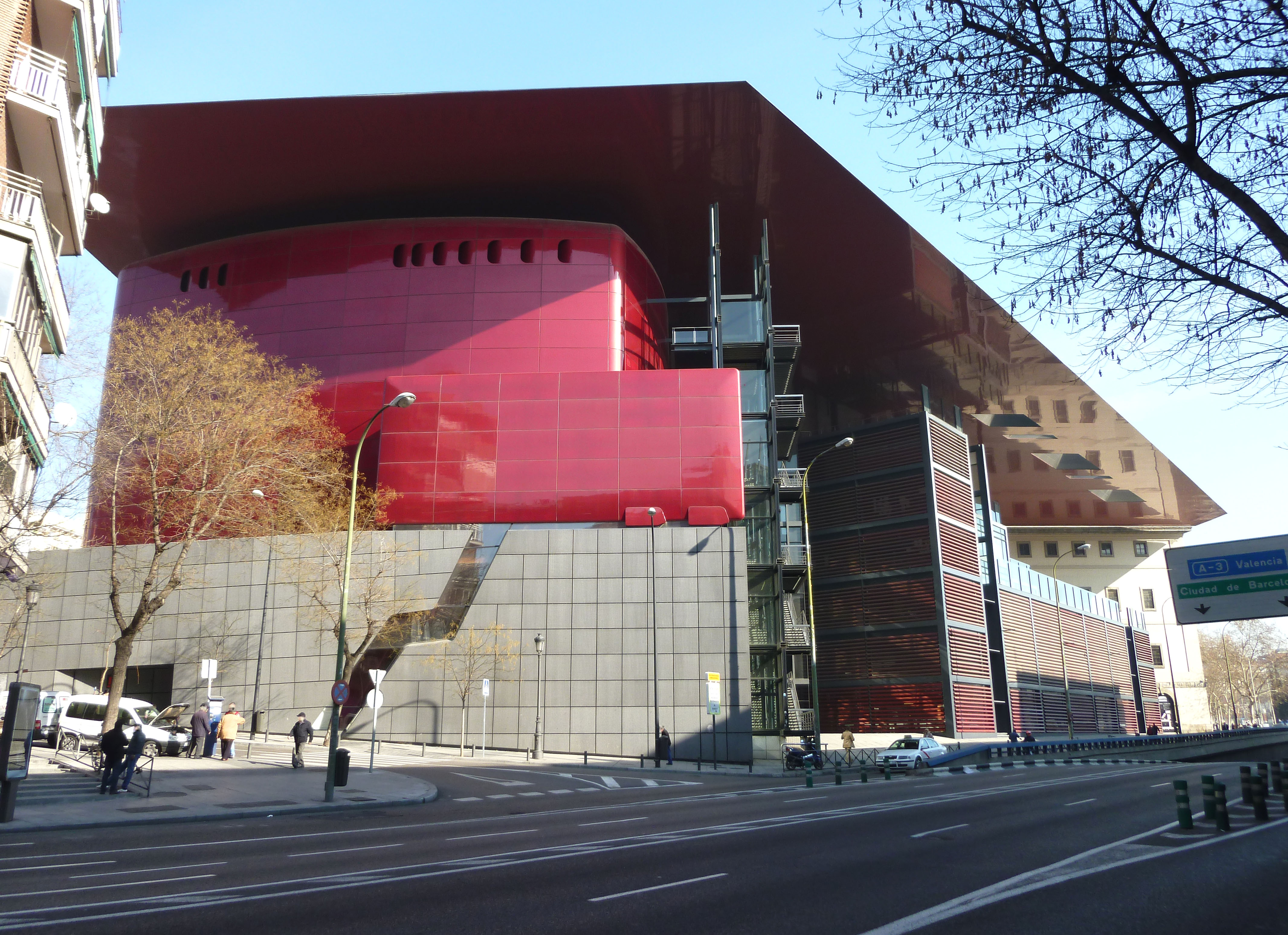
Erweiterungsbau

Das Museo Nacional Centro de Arte Reina Sofía (MNCARS) ist ein Kunstmuseum, eine Pinakothek und Bibliothek in Madrid.
Mit seiner Sammlung neuerer spanischer Kunst ersetzt es das frühere Museo Español de Arte Contemporáneo (MEAC) und ergänzt die berühmte Sammlung des Prado. Der Fundus des Museums umfasst rund 25.000 Werke, von denen rund 2.000 in den Ausstellungssälen zu sehen sind. Neben der Kunstausstellung gibt es eine Bibliothek mit ca. 40.000 Bänden, hauptsächlich zur Kunst des 20. Jahrhunderts.
2016 hatte das Museum mehr als 3,3 Millionen Besucher. Es gehörte damit zu den zehn meistbesuchten Kunstmuseen der Welt.

## Architektur und Geschichte
Die Sammlung ist in einem fünfstöckigen Gebäudekomplex mit einem Innenhof untergebracht, dem Edificio Sabatini, und in einem zweigeschossigen Erweiterungsbau, dem Edificio Nouvel.
Kurz nach dem Tod von Karl III. wurde 1788 das von ihm gestiftete Krankenhaus eröffnet. Dieses Hospital General hatte bis 1965 Bestand. 1977 wurde der Bau per königlichem Dekret als nationales Monument bestimmt, wodurch der Abriss verhindert wurde. 1980 begann eine umfassende Renovierung unter dem Architekten Antonio Fernández Alba. Nachdem diese abgeschlossen war, wurde der Bau 1986 zum Ausstellungsort für zeitgenössische Kunst, speziell für Plastik: dem Centro de Arte Reina Sofía. 1990 wurde er als Museo Nacional Centro de Arte Reina Sofía zum Nationalmuseum. Die ersten zwei Jahre beherbergte es nur temporäre Ausstellungen. Im September 1992 weihte die namensgebende spanische Königin Sofia gemeinsam mit König Juan Carlos I. die permanente Ausstellung ein. Ein Teil der Räumlichkeiten wurde ab 1992 als Lager für Tischlerarbeiten, Reprografie und Publikationen genutzt. 2005 wurde der von Jean Nouvel gestaltete und nach ihm benannte Erweiterungsbau eröffnet. 2021 fand eine umfassende Neugestaltung statt. Die Raumaufteilung im Inneren wurde grundlegend verändert, zahlreiche Wände wurden entfernt, und durch Wegfall der Lagerräume entstanden 21 neue Ausstellungssäle im Erdgeschoss.

## Die Sammlung

### Zusammenfassung
Durch das königliche Dekret vom 27. Mai 1988, welches das Centro de Arte Reina Sofía zum Nationalmuseum erhob, wurde festgelegt, dass die Sammlung vor allem aus Werken des 20. Jahrhunderts bestehen solle. Als Nationalmuseum sollte es bevorzugt die Kunst spanischer oder mit Spanien verbundener Künstler sammeln und zeigen.
Das Museum beherbergt unter anderem berühmte Werke der spanischen Avantgarde, beispielsweise von Joan Miró, Juan Gris, Pablo Picasso und Salvador Dalí, und berühmter zeitgenössischer Künstler wie z. B. Antoni Tàpies, Eduardo Chillida und Gerardo Rueda.
Das bekannteste dort ausgestellte Gemälde ist wohl Picassos Guernica. Die zum Bild ausgestellten Skizzen, Studien und Entwürfe machen das Entstehen des Gemäldes nachvollziehbar.

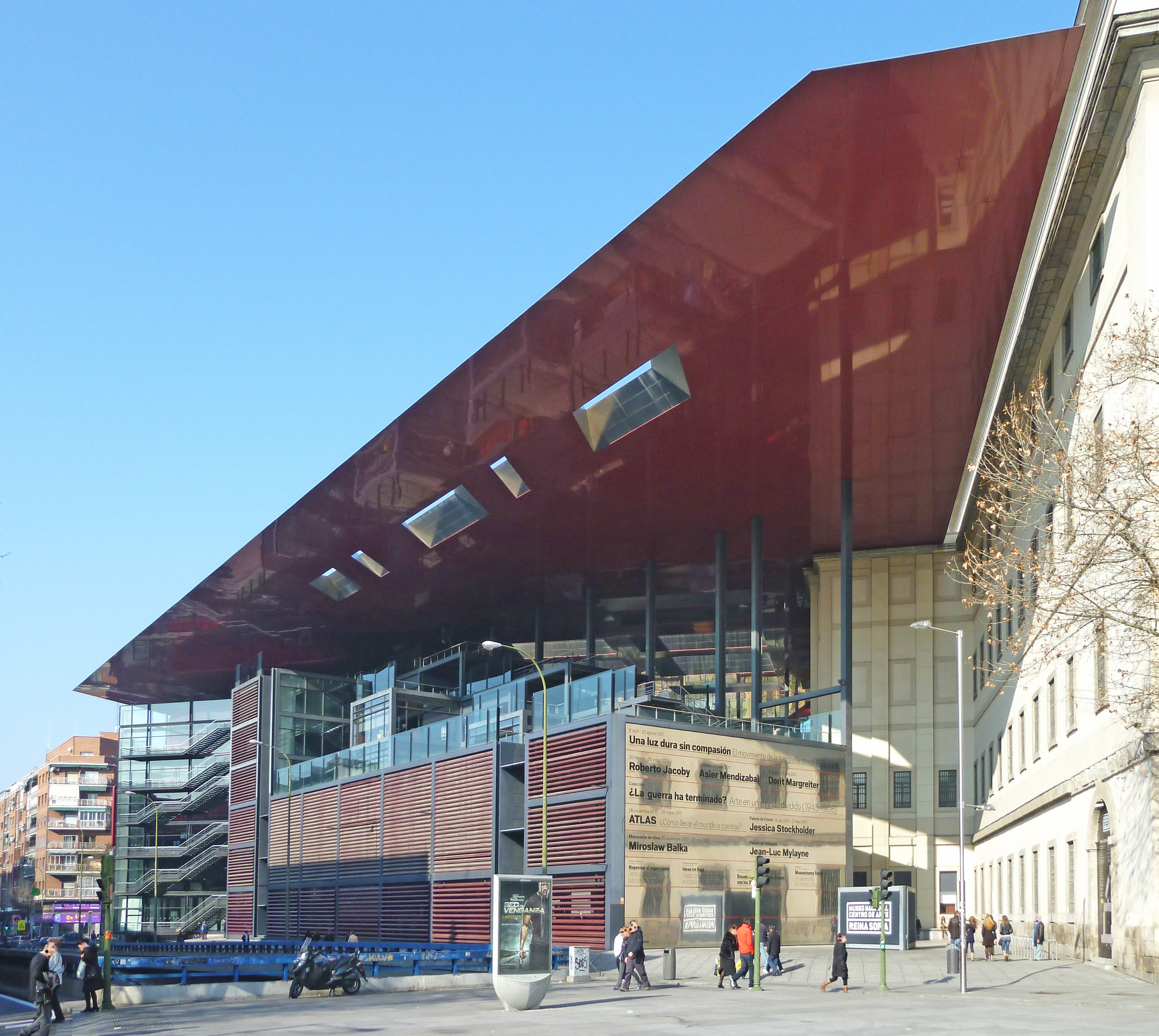
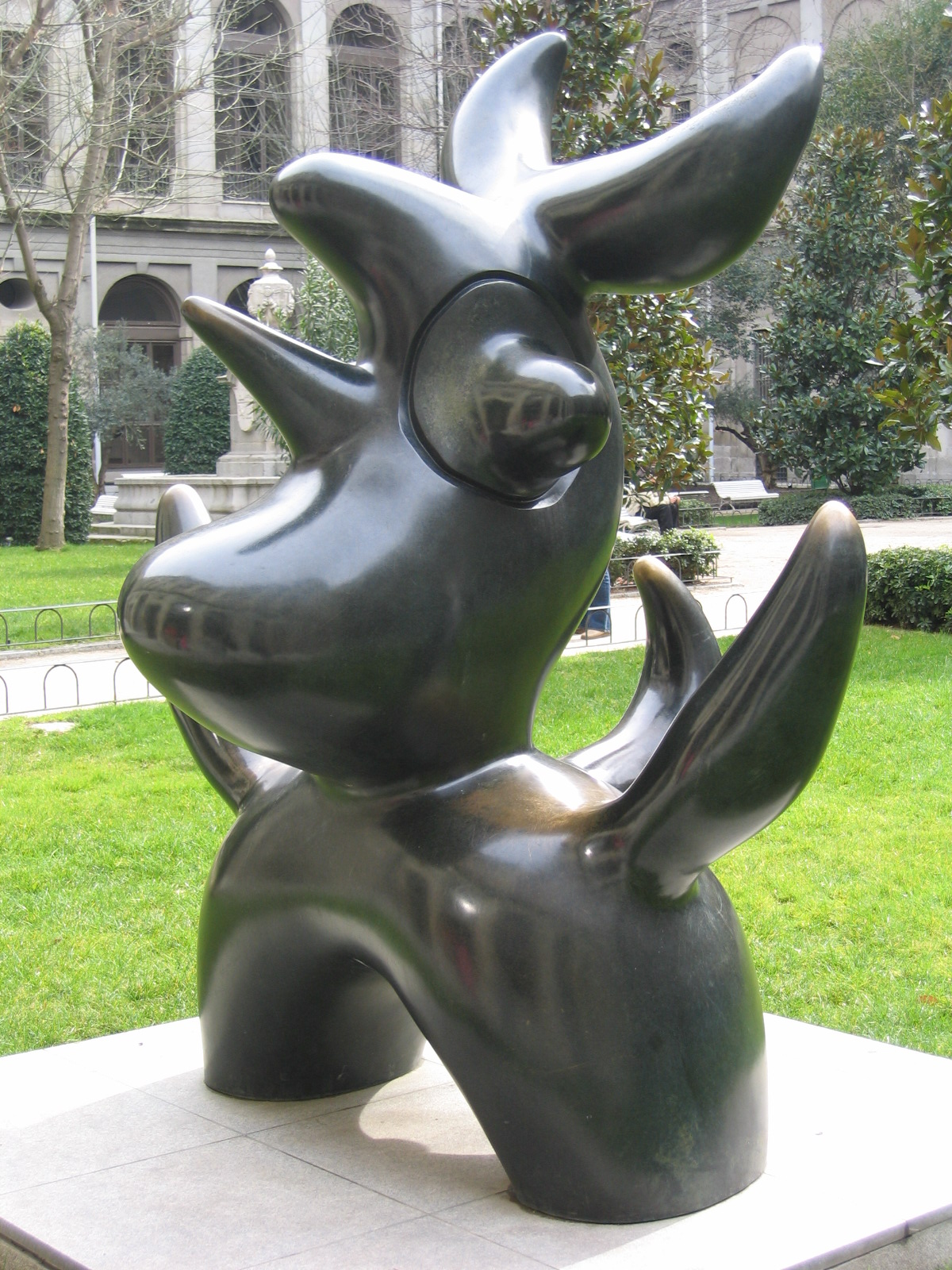
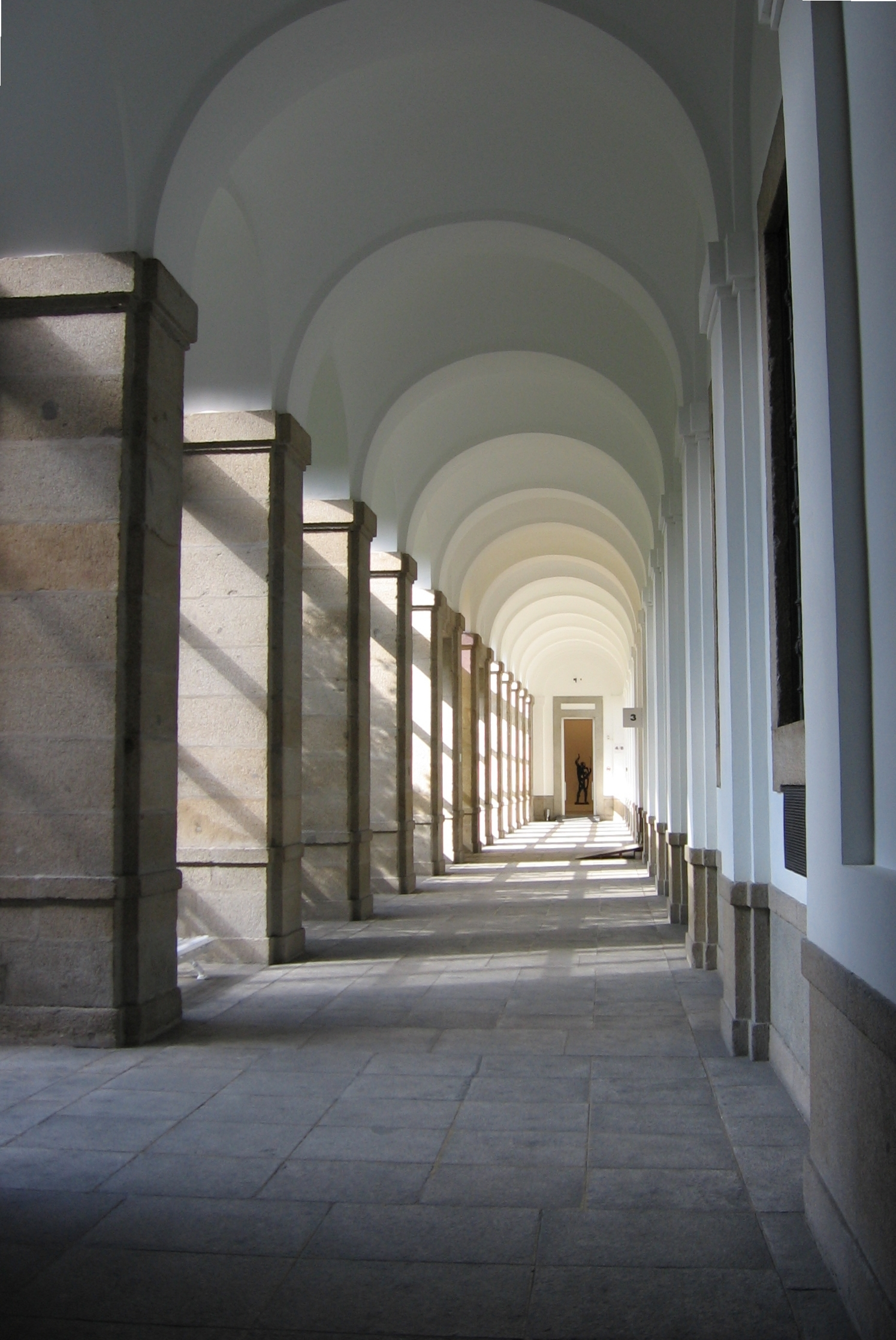
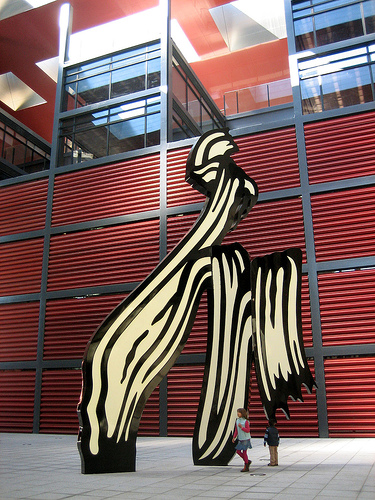
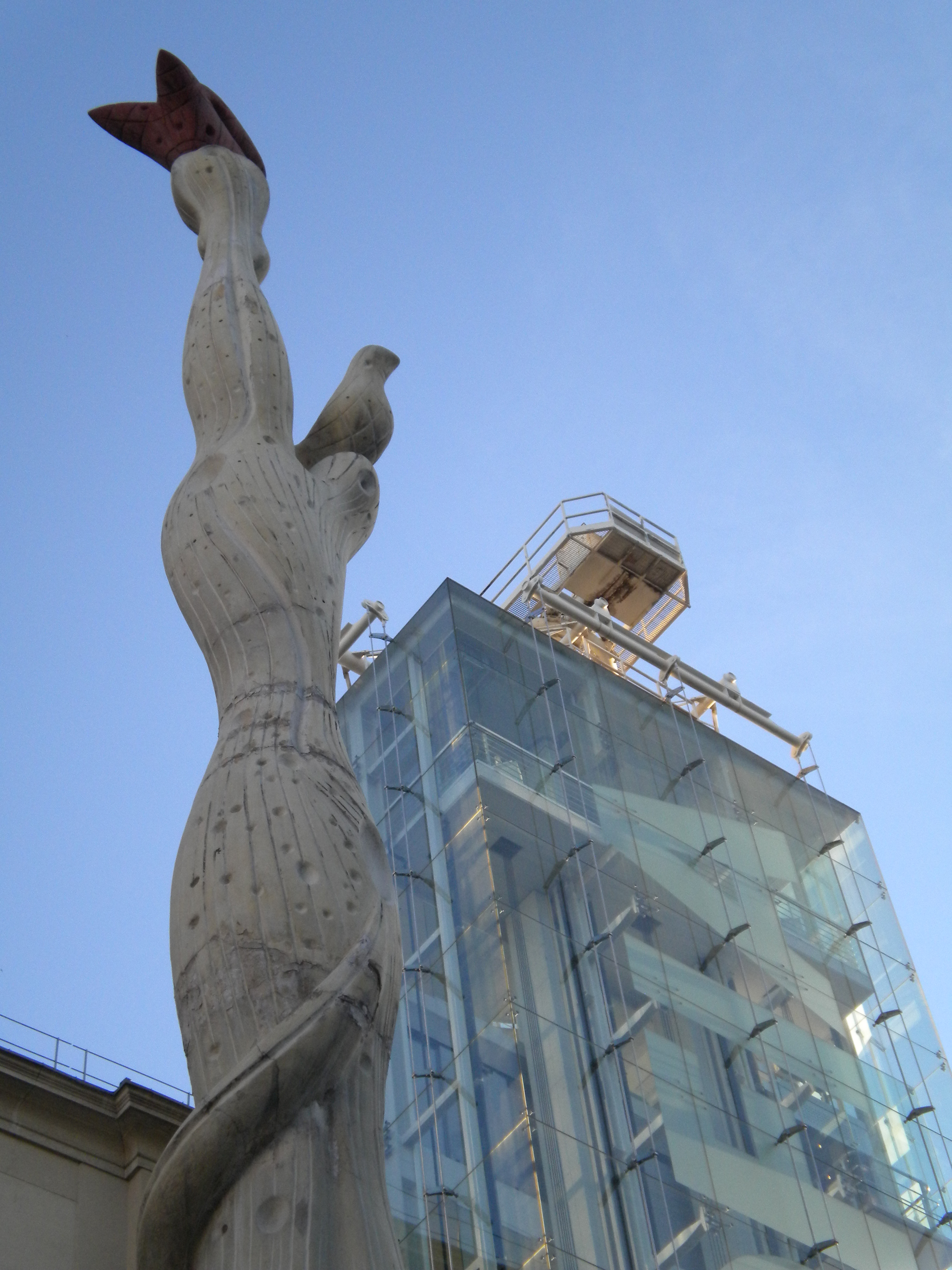
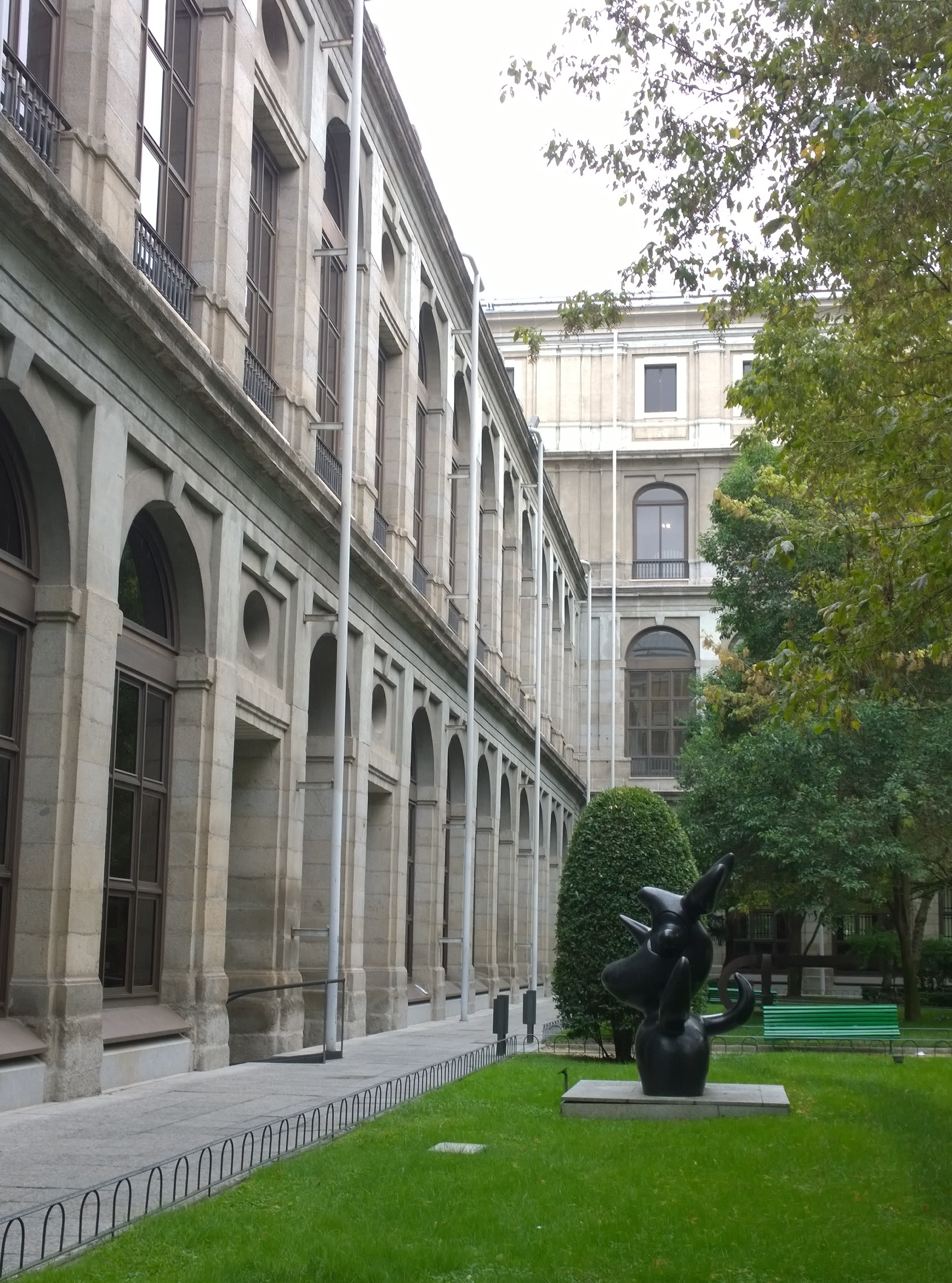

Seit November 2021, nach der umfassenden Neustrukturierung, präsentiert sich das Museum folgendermaßen:
- Edificio Sabatini
  - Erdgeschoss: La obra de los años noventa (Werke aus den 1990er Jahren)
  - 1. Stock: Individualismo y colectividad (Individualismus und Kollektivität)
  - 2. Stock: De las vanguardias al Guernica (Von der Avangarde bis Guernica)
  - 3. Stock: Sonderausstellungen
  - 4. Stock: Exilio y autarquía (Exil und Autarkie)
- Edificio Nouvel
  - Erdgeschoss: Artistas institucionalizados y contracultura posmoderna (Institutionelle Künstler und postmoderne Gegenkultur)
  - 1. Stock: Latinoamérica y su relación con España (Lateinamerika und seine Beziehung zu Spanien)

### Erdgeschoss

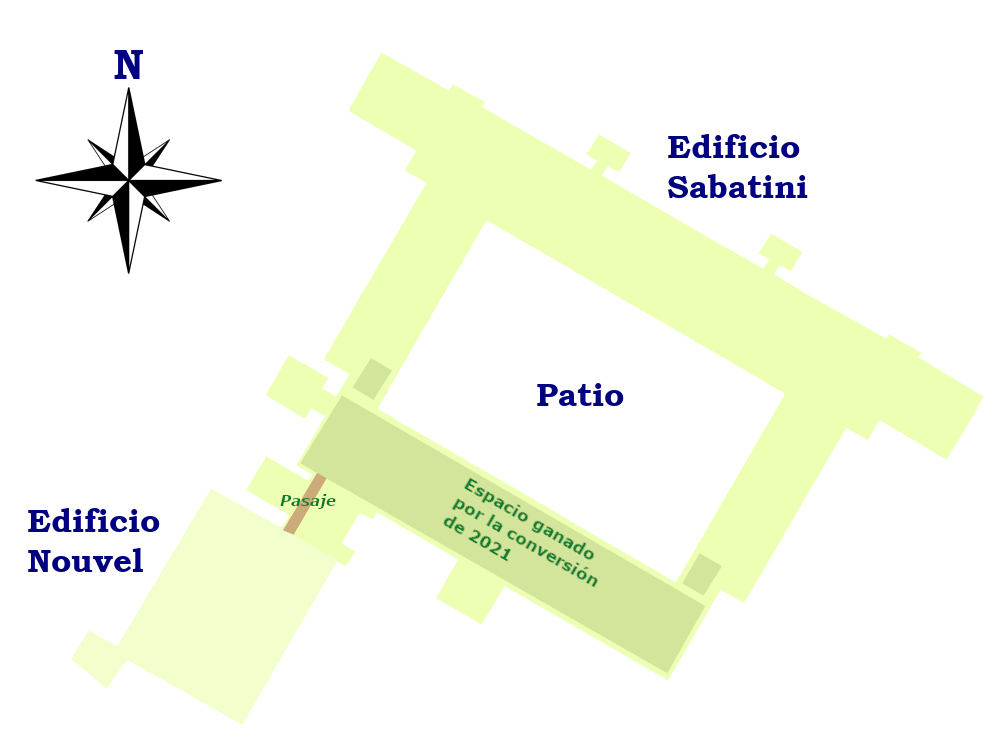
Grundriss des Erdgeschosses mit neu gewonnenen Ausstellungsflächen durch den Umbau 2021

Die Ausstellungen im Erdgeschoss des Edificio Sabatini beginnen mit den 1990er Jahren. Sie setzen sich mit der politischen Strömung des Neoliberalismus, der Globalisierung und ihrer Infragestellung, dem Ökofeminismus und der Suche nach neuen Begrifflichkeiten auseinander. Mit der Weltausstellung von 1992 in Sevilla begann eine Debatte über Multikulturalismus und die Öffnung für andere künstlerische Praktiken und Dekolonisation. In der Ausstellung soll das Verständnis gefördert werden für andere Kulturen, in denen die westlichen Begriffe und Parameter keinen Sinn haben. Beispielhaft schlägt sich dies nieder in den Stücken der zeitgenössischen Maya-Kultur, nach europäischen Verständnis Kunstwerke, im Verständnis ihrer Schöpfer aber mit Umwelt, Heilung und der Verbindung zwischen Mensch und Erde verbunden.
Das Edificio Nouvel widmet sich im Erdgeschoss den 1980er Jahren. Es knüpft an die documenta 7 in Kassel an, die von Rudi Fuchs kuratiert worden war. Fuchs war Mitglied im wissenschaftlichen Ausschuss, der die Grundsätze für das Museo Reina Sofía festlegte. In den Sälen begegnet man unter anderem Werken von Joan Fontcuberta, Ouka Leele, Pablo Pérez-Mínguez, Josep Renau, Gabriel Cualladó, Antonio Saura, Antoni Tàpies, Eduardo Chillida, Esteban Vicente und José Guerrero.

### Erster Stock
Der erste Stock des Edificio Sabatini ist der jüngsten Vergangenheit gewidmet. Einige Fotografien erinnern an die Tankerkatastrophe der Prestige im Jahr 2002 vor der galicischen Küste. Weitere Werke befassen sich mit dem Movimiento 15M und dessen Gegnerschaft gegen den Neoliberalismus, der von den Künstlerinnen und Künstlern als egozentrisch, narzisstisch und Ressentiment-geladen wahrgenommen wurde. Thematisiert werden die Zerschlagung des Optimismus der 1990er Jahre, die Folgen der Krise von 2011 mit den Zwangsräumungen von Wohnungen in Spanien und feministische Bestrebungen der jüngsten Vergangenheit. Gezeigt werden unter anderem Werke von Jorge Ribalta, Ignacio Elías, Marea Negra, Dora García, Rosa Barba, Daniel Andújar, María Acha-Kutscher, Victoria Gil, Joan Jonas und Carmen Laffón.
Die Ausstellung im Obergeschoss des Edicicio Nouvel wurde im Juni 2021 neu eröffnet. In 10 Sälen werden mehr als 100 Werke lateinamerikanischer Künstler gezeigt, von denen die meisten nie zuvor ausgestellt waren. Die Ausstellung vermittelt Eindrücke lateinamerikanischer Entwicklungen von den 1960ern bis in die 1980er Jahre. Die künstlerische Radikalität jener Jahre entwickelte sich aus dem Protest gegen die herrschenden Diktaturen. Dies vermitteln unter anderem Arbeiten der brasilianischen Künstler Caetano Veloso und Ângelo de Aquino wider. Der Saal Para verte mejor, América Latina zeigt Fotografien und Videoaufnahmen von Paolo Gasparini, Enrique Bostelmann und Juan Downey. In den Arbeiten von Juan Downey wird der Kolonialismus thematisiert, ebenso wie in jenen von Claudia Andujar.
Die indigene lateinamerikanische Kunst manifestiert sich in Installationen, Gebrauchswerken, Postkarten, Videos, Zeitschriften, Notizbüchern und Zeitungen, die Widerstand gegen kulturelle, soziale und politische Zwänge zum Ausdruck bringen. Viele der Arbeiten wurden in den Jahren ab 2012 von Sammlern und Mäzenen aus Lateinamerika erworben. In einem der Räume sind Werke chilenischer Künstler der Pariser Biennale von 1982 zu sehen, die die Folter und Unterdrückung durch das Regime von Augusto Pinochet anprangern. Weitere Stücke stammen aus der spanischen Ausstellung Chile vive von 1987, beispielsweise das Gemälde Munda y desnuda, la libertad contra la opresión, das der chilenische Künstler Roberto Matta 1986 nach dem Vorbild von Picassos Guernica anfertigte, und die Fotografien A Chile von Elias Adams, der von der Diktatur ins Exil nach Puerto Rico vertrieben wurde.

### Zweiter Stock

Grundriss des 2. Stocks

Im zweiten Obergeschoss versammeln sich unter dem Motto De las vanguardias al Guernica rund 400 Objekte, darunter die bekanntesten Werke, denen das Museum seinen Ruhm verdankt.
Der vordere nordöstliche Längsflügel behandelt die Themen Urbanismus und Bohème in folgenden Teilbereichen:
- El Madrid moderno y el ultraísmo,[7] unter anderem mit Werken von Vicente Huidobro und María Blanchard;
- La construcción de la ciudad moderna;[8]
- El paisaje de la bohemia;[9]
- Ciudad y conflicto,[10] mit dem Film La Commune[11] von 1914, einem der ältesten Filmzeugnisse des Aufstands der Pariser Kommune;
- Barcelona, ciudad neutral.[12] Neben den eindrücklichen Sozialfotografien von Paul Strand ist dort eine Bildserie eines unbekannten Autors zu sehen, die gewaltsame Polizeieinsätze während der semana trágica von 1909 zeigt.

Der nordwestliche Querflügel ist vornehmlich dem Kubismus gewidmet, mit Pablo Picasso und Juan Gris als dessen herausragenden Vertretern. Im gegenüberliegenden südöstlichen Querflügel sind bedeutende Werke des Surrealismus ausgestellt, insbesondere Werke von Salvador Dalí.
Zentrales Ausstellungsstück im hinteren Längsflügel und Haupt-Anziehungspunkt für die Besucher ist das großformatige Gemälde Guernica von Pablo Picasso. Es ist das einzige Werk, das auch nach dem Umbau an seinem ursprünglichen Platz hängt. Man Ray und Josep Renau sind weitere bekannte Künstler, von denen Werke in diesem Gebäudeteil ausgestellt sind.

### Dritter Stock
Der dritte Stock beherbergt temporäre Ausstellungen.

### Vierter Stock
Unter dem Motto Exilio y autarquía sind im obersten Geschoss mehrere Hundert Werke zu sehen, von denen rund 60 % nie zuvor ausgestellt waren. Behandelt werden die Hegemonie der USA, der American Way of Life und der Kalte Krieg, die Kunst als Waffe des Franquismus während der 1960er Jahre, die Utopien Lateinamerikas und die Forderungen des Feminismus. Zu sehen sind unter anderem Werke von Josep Renau aus seiner Zeit im mexikanischen Exil sowie Arbeiten von Richard Hamilton. Ein Themenschwerpunkt ist die Zeit nach dem Sieg der franquistischen Diktatur im Jahr 1939, sowohl aus der innerspanischen Perspektive als auch aus der Perspektive des Exils. Zu Pablo Picassos Monumentalgemälde Monumento a los españoles muertos por Francia (1946–1947) gesellen sich Fotos von Robert Capra von 1939 aus französischen Internierungslagern für geflohene Republikaner. Ein Gemälde der Romni Ceija Stoika erinnert an das Grauen der Konzentrationslager, in denen sie als Kind interniert wurde. La costurera (1943) von José Gutiérrez Solana zeigt die Armut und den Hunger in den Jahren nach dem Bürgerkrieg.
Im Saal La vanguardia “frívola” en la postguerra sind unter anderem Werke von Salvador Dalí, Santos Yubero und Diego Rivera ausgestellt.

## Temporäre Ausstellungen (Auswahl)
- Mit der ersten Ausstellung im Jahr 1986, Referencias: un encuentro artístico en el tiempo manifestierte sich gleich im ersten Jahr die Ausrichtung des Museums als Hort zeitgenössischer Kunst. Werke der spanischen Künstler Eduardo Chillida, Antonio Saura und Antoni Tàpies wurden Werken der international bekannten Künstler Georg Baselitz, Cy Twombly und Richard Serra gegenübergestellt.[4][16]
- 2008 kuratierte Chus Martínez die Retrospektive von Deimantas Narkevičius’ The Unanimous Life, die danach in mehreren wichtigen Kunstmuseen Europas gezeigt wurde.[17][18]
- 2017: Piedad y terror en Picasso. El camino a Guernica.[19]
- November 2019–Juni 2020: Esto ha pasado. Erinnerungen von Ceija Stoika aus ihrer Kindheit in nationalsozialistischen Konzentrationslagern.[20]